# Élections générales espagnoles de 1876
Les élections générales espagnoles de 1876 sont les élections à Cortes constituantes de la Restauration bourbonienne, tenues le dimanche 20 janvier 1876, pour élire les 406 sièges du Congrès des députés et 180 des 360 sièges du Sénat, et approuver la nouvelle Constitution du régime.
Il s’agit des premières élections après la chute de la Première République, à la suite du pronunciamiento de Martínez Campos de fin décembre 1874, qui avait rétabli la Monarchie en la personne d’Alphonse XII.
Comme cela était habituel dans les régimes parlementaires espagnols, et comme cela deviendra une constante de la Restauration, elles donnent une large majorité au Parti gouvernemental, dans ce cas le Parti libéral-conservateur mené par Antonio Cánovas del Castillo, l'architecte du nouveau régime, avec 333 sièges.
La Constitution de 1869 n’ayant pas été officiellement dérogée, les élections se font au suffrage universel masculin et Cánovas choisit de ne pas assumer la présidence du gouvernement, cédant le pas au général Jovellar, ce mode de scrutin suscitant des oppositions dans les rangs conservateurs et étant contraire à ses convictions personnelles,.

## Participation
Le taux d’abstention s’élève à 45 %, pour 3 989 612 électeurs inscrits.

## Approbation de la Constitution
Le 15 janvier, les Cortes sont convoquées pour approuver le nouveau texte constitutionnel, déjà rédigé dans ses grandes lignes après les débats jugés opportuns et quelques amendements.

### Résultats
| Parti ou tendance                                   | Sièges |
| --------------------------------------------------- | ------ |
| Libéraux-conservateurs et candidats du gouvernement | 333    |
| Constitutionnalistes                                | 27     |
| Modérés intransigeants                              | 12     |
| Indépendants                                        | 7      |
| Radicaux                                            | 5      |
| Démocrates                                          | 1      |
| Non identifiés                                      | 6      |